# Le Bignon
Le Bignon – miejscowość i gmina we Francji, w regionie Kraj Loary, w departamencie Loara Atlantycka.
Według danych na rok 2010 gminę zamieszkiwało 3309 osób, a gęstość zaludnienia wynosiła 119 osób/km².